# Andy Pyle
Andy Pyle (Luton, 1945) es un bajista británico, reconocido por haber tocado con The Kinks entre 1976 y 1978. Anteriormente había participado en las bandas Blodwyn Pig (1968–1972) y Savoy Brown (1972–1974). En las décadas de 1980 y 1990 fue miembro de la agrupación Wishbone Ash (1986–87, 1991–93).

## Discografía

### Solista
1985 : Barrier Language

### Con Blodwyn Pig
- 1969 : Ahead Rings Out
- 1970 : Getting to This
- 1994 : Lies

- 1997 : Live At The Lafayette
- 1997 : The Modern Alchemist
- 2000 : The Basement Tapes
- 2002 : Live At The Marquee Club London 1974 (The Official Bootleg)
- 2003 : Rough Gems (Official Bootleg Number 2)
- 2012 : Radio Sessions '69 to '71
- 2013 : Pigthology

### Con Rod Stewart
- 1971 : Every Picture Tells a Story

### Con Juicy Lucy
- 1972 : Pieces

### Con Savoy Brown
- 1972 : Lion's Share
- 1973 : Jack the Toad

### Con Gerry Lockran
1972 : Wun

### Con Alvin Lee
- 1975 : Pump Iron

### Con The Kinks
- 1977 : Sleepwalker
- 1978 : Misfits

### Con Gary Moore
- 1983 : Live at the Marquee
- 1990 : Still Got the Blues
- 1993 : Blues Alive
- 1995 : Blues for Greeny
- 2009 : Essential Montreux

### Con Wishbone Ash
- 1992 : The Ash Live in Chicago

### Con Ken Hensley
- 2002 : Running Blind

### Con Ken Hensley & John Wetton
- 2002 : More Than Conquerors

Fuente: